# Bag Om Under Dagen
Bag Om Under Dagen er en dokumentarfilm instrueret af Ann Duroj efter manuskript af Julie Bille.